# Нигматуллин, Рашид Шакирович
Рашид Шакирович Нигматуллин (тат. Niğmätullin Räşid Şakir ulı; 5 января 1923 года, Казань — 7 июля 1991 года, там же) — советский учёный в области электрохимии и педагог высшей школы, профессор, доктор физико-математических наук, заслуженный деятель науки РСФСР. Ректор Казанского авиационного института (1967—1977). Председатель Верховного Совета ТАССР (1971—1979).

## Биография
Родился в семье учителей — преподавателя татарского языка и литературы Шакира Шабановича и преподавателя химии Халимы Хусаиновны. По примеру родителей, окончив среднюю школу № 2, в 1940 году поступил на физико-математический факультет Учительского института. Окончив 1 курс перевёлся в авиационный техникум. В 1942 году, после начала Великой Отечественной войны, добровольцем ушёл в Красную Армию. По состоянию здоровья служил в нестроевых частях.
В 1945 году поступил на физико-математический факультет в Казанский государственный университет, учился на отлично, был именным стипендиатом, дипломную работу выполнил в лаборатории Е. К. Завойского, в аспирантуре специализировался по кафедре молекулярной физики у профессора А. Г. Шафигуллина. Кандидат физико-математических наук (1954).
В 1953—1954 годах — ассистент кафедры молекулярных и тепловых явлений физико-математического факультета КГУ. В 1954—1988 годах — заведующий кафедрой теоретических основ радиотехники Казанского авиационного института. Доктор физико-математических наук (1965, одним из оппонентов выступил В. Г. Левич). В 1967 году возглавил КАИ, при ректоре Нигматуллине институт получил мощное развитие. В 1977 году оставил руководство Институтом по состоянию здоровья.
Создал научную школу в области молекулярной электроники. Автор и соавтор более 200 научных работ.
Трагически погиб в результате несчастного случая при невыясненных обстоятельствах.

## Память

В Казани на здании 5-го корпуса КАИ (Театральная улица, 7/31) установлена мемориальная доска Р. Нигматулину.
В честь профессора Нигматуллина в Ново-Савиновской районе Казани названа улица.